# عبدالمهدی طباطبائی
سید عبدالمهدی طباطبائی (۱۳۰۵ هجری قمری - ۱۳۴۵ خورشیدی) قاضی و سناتور بود.
پدرش سید محمد طباطبائی از پیشوایان جنبش مشروطیت ایران بود و به سنت خانوادگی به تحصیلات دینی پرداخت. سپس با برادرش سید محمدصادق طباطبایی در اداره مدرسه اسلامی که به سبک جدید راه انداخته بودند همکاری کرد. پس از به توپ بستن مجلس در سال ۱۲۸۷ خورشیدی، مدتی در باغشاه به زنجیر کشیده و سپس به خراسان تبعید شد.
سید عبدالمهدی پس از پایان استبداد صغیر و فتح تهران در سال ۱۲۸۸ به تهران بازگشت و به استخدام عدلیه درآمد. چهل سال در مشاغل قضائی خدمت کرد و به مستشاری دیوان عالی کشور و مستشاری دادگاه انتظامی قضات رسید. یکی از احکامی که در صدور آن در دادگاه انتظامی قضات نقش داشت، علیه احمد کسروی بود که به اعتراض کسروی و خروج او از عدلیه انجامید: فردی عریضه‌ای جلو خودرو رضا شاه انداخت که در آن کسروی را متهم به رابطه همسر خود کرده بود. رضا شاه دستور رسیدگی داد.دادگاه انتظامی قضات بی آنکه اتهام رابطه نامشروع درباره کسروی به اثبات برسد و صرفاٌ چون رضا شاه خواستار مجازات کسروی بود، به اصرار طباطبائی، او را محکوم به دو رتبه تنزل (از رتبه هفت به پنج) به جرم رفتار خلاف شئون قضائی کرد.
یکی از دو قاضی که مأمور رسیدگی به شکایت از کسروی شد، حبیب‌الله آموزگار بود که بعدها وزیر و سناتور شد. به گفته آموزگار، دادگاه انتظامی قضات بی آنکه اتهام رابطه نامشروع درباره کسروی به اثبات برسد و صرفاٌ چون رضا شاه خواستار مجازات کسروی بوده است، او را محکوم کرد. آموزگار نه سال پس از کشته شدن کسروی در نطقی در مجلس سنا در این باره گفت:

«ما یک گزارش مفصلی داریم. وقتی رفت به محکمه انتظامی، محکمه انتظامی از ما پرسید که این به نظر شما تخلف از کدام قانون است؟ کدام ماده قانون؟ هر چه فکر کردیم این عمل منطبق با هیچ یک از مواد قانونی نمی‌شد اما اگر راست باشد یک قاضی رابطه نامشروع بتواند با زن کسی پیدا کند، این البته خیلی خیلی بد است و چون این موضوع اگر هم صحت نداشت شهرت پیدا کرده بود، شوهر آن زن عریضه پیش ماشین اعلیحضرت انداخته بود، گفتند حتما رسیدگی باید بکنید. در محکمه انتظامی که عبدالمهدی طباطبائی|جناب آقای طباطبائی]] که تشریف دارند آنجا بودند، گفتند بدون مجازات نمی‌شود. باید عنفوانی فکر کرد که قاضی متهم هم نشود به رابطه نامشروع تا چه برسد به این که صحت هم داشته باشد».

پس از تشکیل مجلس سنا در سال ۱۳۲۸، طباطبائی به نمایندگی این مجلس از تهران منصوب شد و دو دوره در مجلس سنا بود. سپس از سیاست و قضاوت کناره گرفت.